# 앤드류 잭
앤드류 잭(Andrew Jack, 1944년 1월 28일 ~ 2020년 3월 31일)은 잉글랜드의
방언 코치 · 배우이다.
앤드류 잭의 아버지 스티븐 잭(Stephen Jack)도 배우였다.
그가 영어 억양을 지도한 배우 중에서는 《채플린》(1992)·《셜록 홈즈》(2009)의 로버트 다우니 주니어, 《골든아이》(1995)·《007 네버 다이》(1997)의 제임스 본드 역인 피어스 브로스넌 등이 있다. 《반지의 제왕》 삼부작(2001~2003)에는 방언 지도 감독으로 참여하여 가운데땅의 영어와 엘프어 · 암흑어 억양을 만들어 배우들에게 지도했다.
배우로서는 《스타워즈: 깨어난 포스》(2015)와 《스타워즈: 라스트 제다이》(2017)에서 저항군 지도자인 Caluan Ematt 역으로 출연한 경력 등이 있다.
2020년 3월 31일 코로나19로 사망하였다.